# Shelton (Connecticut)
Shelton város az Amerikai Egyesült Államok Connecticut államában, Fairfield megyében. Lakosainak száma 40 869 fő (2020. április 1.).

## Népesség
A település népességének változása:

| 2010 | 39 559 |
| 2020 | 40 869 |